# 開瓶器行動
開瓶器行動（Operation Corkscrew）是盟軍於1943年6月11日入侵義大利潘泰萊里亞島的代號。第二次世界大戰期間，在盟軍入侵西西里島之前，早在1940年末就有佔領該島的計劃， 然而由於納粹德國空軍加強了該地區的軸心國空軍力量，該計劃中止了。

## 背景
1943年初，盟軍的重心轉移到了潘泰萊里亞。潘泰萊里亞島上的雷達設施和機場被視為對計劃入侵西西里島的真正威脅。潘泰萊里亞島上有義大利駐軍12000人，駐紮在堅固的碉堡和21個具有各種不同口徑的大砲之砲台中。因上述原因，盟軍計劃於1943年6月11日對潘泰萊里亞島進行兩棲登陸作戰。 

## 登陸
從1943年5月下旬開始，盟軍開始對潘泰萊里亞進行海軍艦砲砲擊及空襲，到了6月初日漸猛烈，盟軍一共向義軍砲台投下了14203枚炸彈，重達4119噸。6月8日，一支由五艘巡洋艦、八艘驅逐艦和三艘魚雷艇組成的英國皇家海軍特遣艦隊對島上的主要港口進行了砲擊。 
從5月8日到6月11日，盟軍之戰鬥轟炸機、中型和重型轟炸機共對潘泰萊里亞進行了5285架次的轟炸，在島上共投放了6202噸炸彈。義大利砲兵在潘泰萊里亞島的許多砲台和彈藥庫都被摧毀。 
6月11日，兩棲登陸正式開始。在盟軍登陸艇到達潘泰萊里亞島之海灘大約一個小時前，盟軍艦艇對潘泰萊里亞島開火了，然而盟軍並不知道，潘泰萊里亞的駐軍司令吉諾·帕韋西前一天晚上向羅馬申請向盟軍投降，並於當天早上收到了羅馬同意潘泰萊里亞島上駐軍向盟軍投降的要求。因此當第一支英國突擊隊登陸時，義大利守軍已經投降，因此沒有戰鬥的必要。

## 結果
盟軍佔領潘泰萊里亞後，為一個月後入侵西西里島清除了障礙。 